# Campionat del Món de Clubs de futbol 2011
El Campionat del Món de Clubs de futbol 2011 és una competició de futbol organitzada per la FIFA que se celebrà al Japó durant el mes de desembre de 2011.
Els equips de futbol que resulten campions a cadascuna de les sis confederacions de la FIFA juguen un torneig amb eliminatòries a partit únic. A més també hi juga el campió de la lliga japonesa com a representant del país amfitrió.
Hi ha una eliminatòria prèvia que enfrontara el campió japonès i el campió de la Confederació de Futbol d'Oceania (OFC). Els partits de quarts de final enfronten els equips de la Confederació Asiàtica de Futbol (AFC), la Confederació Africana de Futbol (CAF), la CONCACAF i el guanyador de l'eliminatòria prèvia. Els campions dels tornejos de la UEFA i la Confederació Sudamericana de Futbol (CONMEBOL) passen directament a les semifinals. Els perdedors dels quarts de final es juguen el cinquè lloc, mentre que els perdedors de les semifinals es juguen el tercer lloc.

## Equips classificats
Els següents equips es van classificar per al torneig durant el 2009:
| Entren a les semifinals        | Entren a les semifinals                                                                   |
| ------------------------------ | ----------------------------------------------------------------------------------------- |
| FC Barcelona                   | Guanyador de la Lliga de Campions 2010-2011 de la UEFA                                    |
| Santos FC                      | Guanyador de la Copa Libertadores 2011 de la Confederació Sud-americana de Futbol         |
| Entren als quarts              |                                                                                           |
| CF Monterrey                   | Guanyador de la Champions League de la CONCACAF 2010-11 de la CONCACAF                    |
| Al-Sadd                        | Guanyador de la Lliga de Campions d'Àsia 2011 de la Confederació Asiàtica de Futbol       |
| Espérance ST                   | Guanyador de la Lliga de Campions d'Àfrica 2011 de la Confederació Africana de Futbol     |
| Juguen una eliminatòria prèvia |                                                                                           |
| Auckland City FC               | Guanyador del Campionat de Clubs d'Oceania 2010-11 de la Confederació de Futbol d'Oceania |
| Kashiwa Reysol                 | Guanyador de la lliga japonesa                                                            |

## Seus
El Campionat del Món de clubs de 2011 es disputà entre Yokohama i Toyota.
| Toyota                                                           | Yokohama                                                         |
| ---------------------------------------------------------------- | ---------------------------------------------------------------- |
| Toyota Stadium                                                   | Estadi Internacional de Yokohama                                 |
| 35° 05′ 04.02″ N, 137° 10′ 14.02″ E / 35.0844500°N,137.1705611°E | 35° 30′ 36.16″ N, 139° 36′ 22.49″ E / 35.5100444°N,139.6062472°E |
| Capacitat: 45.000                                                | Capacitat: 72.327                                                |
| Estadi Toyota                                                    | Estadi Internacional de Yokohama                                 |
| ToyotaYokohamaCampionat del Món de Clubs de futbol 2011 (Japó)   |                                                                  |

## Quadre de competició
|  | Prèvia                    | Prèvia                  |                           |              | Quarts de final         | Quarts de final         |             |             | Semifinals | Semifinals |  |  | Final                     | Final                     |
|  | 8 de desembre – Toyota    |                         |                           |              |                         |                         |             |             |            |            |  |  |                           |                           |
|  | Kashiwa Reysol            | 2                       |                           |              | 11 de desembre – Toyota | 11 de desembre – Toyota |             |             |            |            |  |  |                           |                           |
|  | Kashiwa Reysol            | 2                       |                           |              | 11 de desembre – Toyota | 11 de desembre – Toyota |             |             |            |            |  |  |                           |                           |
|  | Auckland City             | 0                       |                           |              | Kashiwa Reysol          | 1 (4)                   |             |             |            |            |  |  |                           |                           |
|  | Auckland City             | 0                       | 14 de desembre – Toyota   |              | Kashiwa Reysol          | 1 (4)                   |             |             |            |            |  |  |                           |                           |
|  |                           |                         |                           |              | CF Monterrey            | 1 (3)                   |             |             |            |            |  |  |                           |                           |
|  | Kashiwa Reysol            | 1                       |                           |              | CF Monterrey            | 1 (3)                   |             |             |            |            |  |  |                           |                           |
|  | Kashiwa Reysol            | 1                       |                           |              |                         |                         |             |             |            |            |  |  |                           |                           |
|  |                           |                         | Santos                    | 3            |                         |                         |             |             |            |            |  |  |                           |                           |
|  |                           |                         | Santos                    | 3            |                         |                         |             |             |            |            |  |  |                           |                           |
|  |                           |                         | 18 de desembre – Yokohama |              |                         |                         |             |             |            |            |  |  |                           |                           |
|  |                           |                         |                           |              |                         |                         |             |             |            |            |  |  |                           |                           |
|  | Santos                    | 0                       |                           |              |                         |                         |             |             |            |            |  |  |                           |                           |
|  | Santos                    | 0                       | 11 de desembre – Toyota   |              |                         |                         |             |             |            |            |  |  |                           |                           |
|  |                           | FC Barcelona            | 4                         |              |                         |                         |             |             |            |            |  |  |                           |                           |
|  |                           |                         | 4                         | Espérance ST | 1                       |                         |             |             |            |            |  |  |                           |                           |
|  | 15 de desembre – Yokohama |                         |                           | Espérance ST | 1                       |                         |             |             |            |            |  |  |                           |                           |
|  |                           | Al-Sadd                 | 2                         |              |                         |                         |             |             |            |            |  |  |                           |                           |
|  | Al-Sadd                   | Al-Sadd                 | 2                         | 0            |                         |                         |             |             |            |            |  |  |                           |                           |
|  | Al-Sadd                   | Cinquè lloc             | Cinquè lloc               | 0            |                         |                         | Tercer lloc | Tercer lloc |            |            |  |  |                           |                           |
|  |                           | Cinquè lloc             | Cinquè lloc               |              | FC Barcelona            | 4                       | Tercer lloc | Tercer lloc |            |            |  |  |                           |                           |
|  | CF Monterrey              | 3                       | Kashiwa Reysol            | 0 (3)        | FC Barcelona            | 4                       |             |             |            |            |  |  |                           |                           |
|  | CF Monterrey              | 3                       | Kashiwa Reysol            | 0 (3)        |                         |                         |             |             |            |            |  |  |                           |                           |
|  | Espérance ST              | 2                       | Al-Sadd                   | 0 (5)        |                         |                         |             |             |            |            |  |  |                           |                           |
|  | Espérance ST              | 2                       | Al-Sadd                   | 0 (5)        |                         |                         |             |             |            |            |  |  |                           |                           |
|  | 14 de desembre – Toyota   | 14 de desembre – Toyota |                           |              |                         |                         |             |             |            |            |  |  | 18 de desembre – Yokohama | 18 de desembre – Yokohama |

## Partits
Les hores corresponen al fus JST, Japan Standard Time (UTC+09:00). Per saber l'hora equivalent al fus de Barcelona (UTC+01:00), cal restar-n'hi 8.

### Eliminatòria prèvia
| Kashiwa Reysol        | 2 – 0          | Auckland City FC |
| --------------------- | -------------- | ---------------- |
| Tanaka 37' · Kudo 40' | Fitxa (anglès) |                  |

### Quarts de final
| Espérance ST | 1 – 2          | Al-Sadd                |
| ------------ | -------------- | ---------------------- |
| Darragi 60'  | Fitxa (anglès) | Khalfan 33' · Koni 49' |

| Kashiwa Reysol                                                 | 1 – 1          | CF Monterrey                                |
| -------------------------------------------------------------- | -------------- | ------------------------------------------- |
| Leandro Domingues 53'                                          | Fitxa (anglès) | Suazo 58'                                   |
| Tanda de penals                                                |                |                                             |
| Leandro Domingues · Jorge Wagner · Kurisawa · Tanaka · Hayashi | 4 – 3          | L. Pérez · Suazo · Ayoví · Orozco · Delgado |

### Partit pel cinquè lloc
| Espérance ST                    | 2 – 3          | CF Monterrey                          |
| ------------------------------- | -------------- | ------------------------------------- |
| Ndjeunk 31' · Mouelhi 75' (pen) | Fitxa (anglès) | Mier 39' · de Nigris 44' · Zavala 47' |

### Semifinals
| Santos FC                            | 3 - 1          | Kashiwa Reysol |
| ------------------------------------ | -------------- | -------------- |
| Neymar 19' · Borges 24' · Danilo 63' | Fitxa (anglès) | Sakai 53'      |

| FC Barcelona                               | 4 - 0 | Al-Sadd |
| ------------------------------------------ | ----- | ------- |
| Adriano 25', 43' · Keita 64' · Maxwell 81' |       |         |

### Final de consolació
| Kashiwa Reysol                        | 0 - 0          | Al-Sadd                                     |
| ------------------------------------- | -------------- | ------------------------------------------- |
|                                       | Fitxa (anglès) |                                             |
| Tanda de penals                       |                |                                             |
| Jorge Wagner · Sawa · Hayashi · Otani | 3 - 5          | Niang · Keïta · Majid · Al Haidos · Belhadj |

### Final
| Santos FC | 0-4            | FC Barcelona                                                   |
| --------- | -------------- | -------------------------------------------------------------- |
|           | Fitxa (anglès) | Lionel Messi 17', 82' · Xavi Hernández 24' · Cesc Fàbregas 45' |

## Golejadors
Golejadors del Campionat:
| Golejador         | Club           | Gols |
| ----------------- | -------------- | ---- |
| Lionel Messi      | FC Barcelona   | 2    |
| Adriano           | FC Barcelona   | 2    |
| Khalfan Ibrahim   | Al-Sadd        | 1    |
| Abdulla Koni      | Al-Sadd        | 1    |
| Maxwell           | FC Barcelona   | 1    |
| Seydou Keita      | FC Barcelona   | 1    |
| Cesc Fàbregas     | FC Barcelona   | 1    |
| Xavi              | FC Barcelona   | 1    |
| Oussama Darragi   | Espérance      | 1    |
| Khaled Mouelhi    | Espérance      | 1    |
| Yannick N'Djeng   | Espérance      | 1    |
| Leandro Domingues | Kashiwa Reysol | 1    |
| Masato Kudo       | Kashiwa Reysol | 1    |
| Hiroki Sakai      | Kashiwa Reysol | 1    |
| Junya Tanaka      | Kashiwa Reysol | 1    |
| Aldo de Nigris    | Monterrey      | 1    |
| Hiram Mier        | Monterrey      | 1    |
| Humberto Suazo    | Monterrey      | 1    |
| Jesús Zavala      | Monterrey      | 1    |
| Borges            | Santos         | 1    |
| Danilo            | Santos         | 1    |
| Neymar            | Santos         | 1    |

## Premis individuals
Premis individuals del torneig
| Pilota d'Or (Millor Jugador del Torneig) | Lionel Messi   | FC Barcelona |
| Pilota de Plata                          | Xavi Hernández | FC Barcelona |
| Pilota de Bronze                         | Neymar         | FC Santos    |
| Premi Toyota                             | Lionel Messi   | FC Barcelona |
| Premi al Fair play                       | FC Barcelona   | FC Barcelona |